# Chendamangalam
Chendamangalam är en ort i Indien.   Den ligger i distriktet Ernākulam och delstaten Kerala, i den södra delen av landet, 2 100 km söder om huvudstaden New Delhi. Chendamangalam ligger 13 meter över havet och antalet invånare är 28 133.
Terrängen runt Chendamangalam är mycket platt. Runt Chendamangalam är det mycket tätbefolkat, med 1 886 invånare per kvadratkilometer. Närmaste större samhälle är Kalamassery, 15,1 km sydost om Chendamangalam. I omgivningarna runt Chendamangalam växer i huvudsak städsegrön lövskog.